# 囚われた国家
『囚われた国家』（とらわれたこっか、Captive State）は2019年のアメリカ合衆国のSF映画。監督はルパート・ワイアット、出演はジョン・グッドマンとヴェラ・ファーミガなど。
アンブリン・パートナーズの所有者を担当していた番組制作・配給会社エンターテインメント・ワンは、2019年12月30日にハズブロの子会社になったため、本作と『ダーク・ウォーターズ 巨大企業が恐れた男』のアンブリン・パートナーズとパーティシパント・メディアによる共同製作作品における日本では、従来の作品で提供を行っているアリババ株式会社に加え、エンターテインメント・ワン（ハズブロジャパン）との共同提供となっている。

## ストーリー
2019年、イリノイ州シカゴ。エイリアンに地球が占領されてからというもの、同市では戒厳令が敷かれていた。そんな中、ドラモンド一家は監視の目をかいくぐってシカゴから脱走しようとしたところ、エイリアンに見つかってしまった。エイリアンは両親をその場で殺害したが、その子供であったガブリエルとレイフはお咎めなしとした。
2027年、地球はなおもエイリアンたちの統治下にあり、体制に反抗的な人間は容赦なく始末されていた。それでも、エイリアンの強権的な支配に対抗すべく、レジスタンスを結成する人々もいたが、エイリアンたちは地下空間のどこかに身を隠しており、彼らの居場所を突き止めることすらできない有り様であった。成長したガブリエルもそんなレジスタンスの一員として活動していたが、彼に目を付けている者が一人いた。それはシカゴ市警に所属するマリガンであった。世間は「レジスタンスなんて無力だ」と考えていたが、マリガンは彼らを脅威と認識していたのである。

## キャスト
- ウィリアム・マリガン: ジョン・グッドマン
- ジェーン・ドゥー: ヴェラ・ファーミガ
- ガブリエル・ドラモンド: アシュトン・サンダース
- レイフ・ドラモンド: ジョナサン・メジャース
- チャールズ・リッテンハウス: アラン・ラック
- ユージーン・アイゴー: ケヴィン・ダン - シカゴ市警の本部長。
- 式典の進行役: デヴィッド・J・ハイト
- ユルギス: マシン・ガン・ケリー
- ルーラ: マデリーン・ブルーワー
- アニータ: ケイトリン・エウォルド
- ダニエル: ベン・ダニエルズ
- レヴィット: D・B・スウィーニー
- カーモード: ケヴィン・J・オコナー
- キャリー: キキ・レイン
- エド・リー市長: マーク・グレイピー
- パトリック・エリソン: ジェームズ・ランソン
- 密使: ルネ・L・モレノ（英語版）

## 製作
2016年8月24日、ルパート・ワイアット監督が新作映画の製作に着手したと報じられた。31日、パーティシパント・メディアが本作に出資するとの報道があった。11月、ジョン・グッドマンの出演が決まった。12月、アシュトン・サンダースが本作に出演すると報じられた。
2017年1月25日、ヴェラ・ファーミガ、マシン・ガン・ケリー、ジョナサン・メジャースがキャスト入りした。2月2日、ケヴィン・ダンが本作に出演するとの報道があった。21日、マデリーン・ブルーワーの出演が決まったと報じられた。3月19日、ベン・ダニエルズが自身のTwitterで本作に出演することを明かした。2018年3月、ロブ・シモンセンが本作で使用される楽曲を手掛けることになったと報じられた。

### 撮影
2017年2月15日、本作の主要撮影がイリノイ州シカゴで始まった。撮影はシカゴ市内のロウワー・ウェスト・サイド地区やエッジウォーター地区、シカゴ・フィルム・スタジオズで行われた。
なお、アクションシーンの撮影中に、マシン・ガン・ケリーが肋骨にひびが入る重傷を負った。

## 公開・マーケティング
当初、本作は2018年8月17日に全米公開される予定だったが、後に公開日は2019年3月29日に延期された。
2018年9月13日、本作のティーザー・トレイラーが公開された。12月12日、本作のオフィシャル・トレイラーが公開された。

## 興行収入
本作は『ファイブ・フィート・アパート』及び『みんなあつまれ! ワンダーパーク』と同じ週に封切られ、公開初週末に450万ドル前後を稼ぎ出すと予想されていたが、実際の数字はこれを下回るものとなった。2019年3月15日、本作は全米2548館で公開され、公開初週末に313万ドルを稼ぎ出し、週末興行収入ランキング初登場7位となった。

## 評価
本作に対する批評家の評価は平凡なものに留まっている。映画批評集積サイトのRotten Tomatoesには37件のレビューがあり、批評家支持率は49%、平均点は10点満点で5.45点となっている。サイト側による批評家の見解の要約は「『囚われた国家』は観客を虜にすることはないかもしれない。しかし、同作の政治的な含意は挑戦的なものであり、エイリアンによる侵略を描いたアクション映画としては面白いものを提供している。」となっている。また、Metacriticには15件のレビューがあり、加重平均値は49/100となっている。なお、本作のCinemaScoreはC-となっている。